# Мстивой II (князь Восточного Поморья)
Мстивой II (пол. Mściwój II, Mszczuj, Mściwoj, Mściwuj; ок. 1220 — 25 декабря 1294) — князь свецкий (около 1250—1271), гданьский и померанский (1271—1294).

## Биография
Старший сын князя Померелии Святополка II Великого (1195—1266) и Евфросиньи (ум. 1235). Дата рождения Мстивоя достоверно неизвестна (ориентировочно около 1220 года).
Впервые Мстивой упоминается в исторических документах в 1231 году. С юных лет участвовал в войнах своего отца Святополка II против тевтонских рыцарей-крестоносцев и польских князей.
В 1243 году поморский князь Святополк II Великий вынужден был отдать своего старшего сына в качестве заложника тевтонским крестоносцам, для которых княжич стал гарантом мира. В заложниках у тевтонских рыцарей, затем, видимо, в их австрийских владениях оставался до 1248 года.
Точное время получения Мстивоем удела в Свеце неизвестно, вероятно, это произошло вскоре после возвращения. В 1253/1255 году Мстивой вступил в брак с Юттой Веттин, дочерью графа Брена Дитриха I и его жены Евдоксии Мазовецкой.

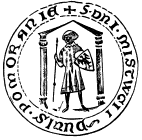
Печать правителя Померании Мстивоя II

В 1255 году Мстивой участвовал вместе с отцом Святополком в борьбе с князьями Великой Польши, завершившемся кратковременным занятием замка Накло. Несмотря на отсутствие видимых конфликтов со Святополком, можно предположить, что отношения между ними к концу правления последнего были натянутыми. Свидетельством тому договор, заключенный Мстивоем 20 сентября 1264 года в Камень-Поморском, со своим двоюродным братом, князем Померанским Барнимом. По условиям договора Барним становился правителем Свеце после смерти Мстивоя. В обмен на это Барним признавал Мстивоя единственным наследником Святополка и Вартислава.
В точности неизвестно, оставил ли Святополк завещание и если да, то как разделялись земли Восточной Померании. Фактически же в землях отца, включая Гданьск, стал править его младший сын Вартислав II. Мстивою же, судя по всему, оставался номинальный сюзеренитет над всей Помереллией. Неминуемую при таком раскладе междоусобицу приостановила атака князя Барнима, воспользовавшегося ситуацией для возвращения Славно. Братья вынуждены были примириться и весной 1267 года начали совместную борьбу с Тевтонским орденом. Вартислав заключил мир с Орденом еще летом 1267 года, а Мстивой — в начале 1268 года.
Поскольку за Вартиславом было явное превосходство, Мстивой решил заключить союз с маркграфами Бранденбурга из рода Асканиев. 1 апреля 1269 года на съезде в Арнсвальде Мстивой принес вассальную присягу маркграфам Иоганну II, Оттону IV и Конраду. Тем самым он становился их вассалом, которого они, как сюзерены, были обязаны защищать.

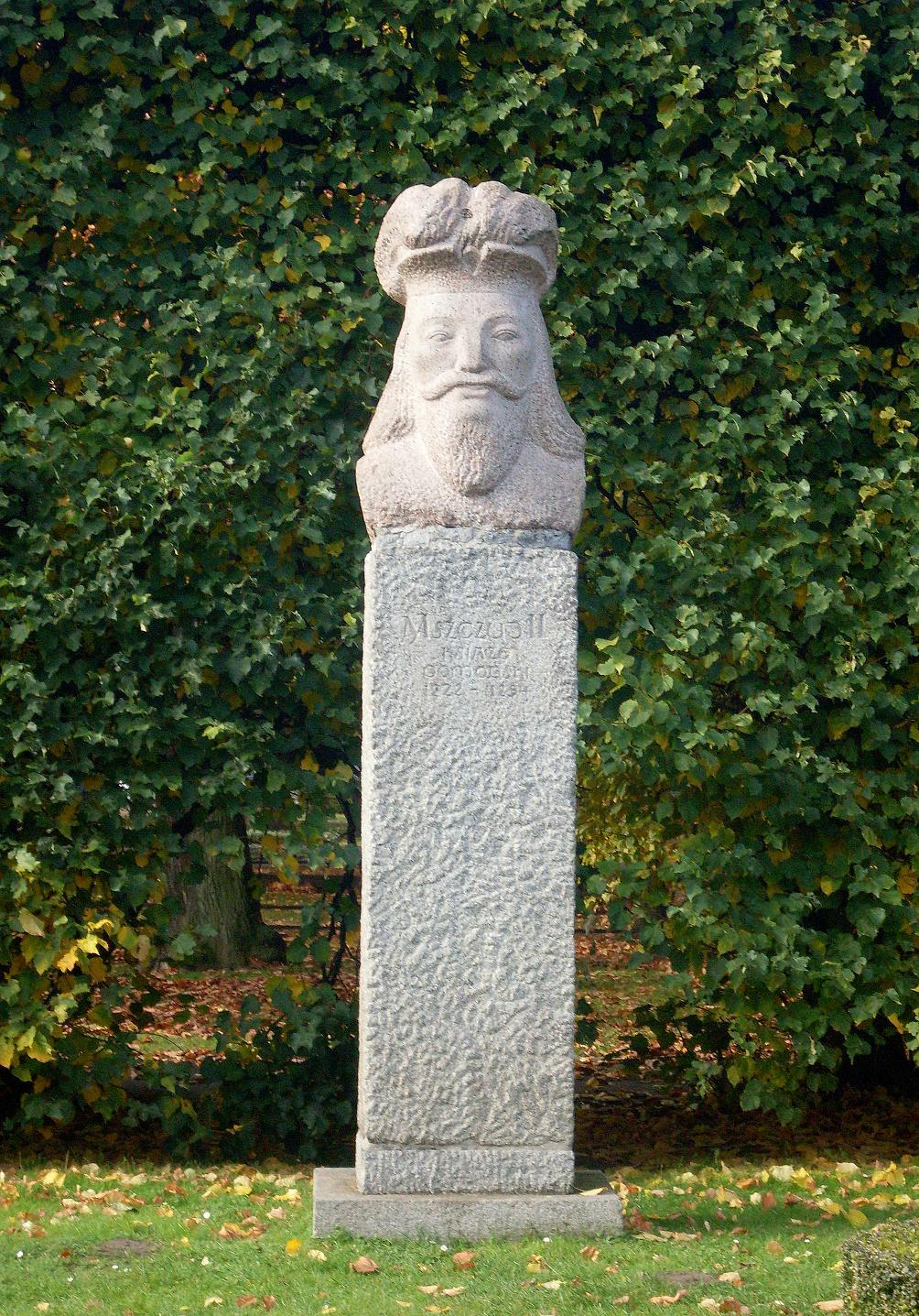
Памятник Мстивою II в Парке Адама Мицкевича в Оливе

Рыцарство Свеце после этого восстало против Мстивоя, а Вартислав и Самбор II заключили союз с восставшими. Лишившись своих войск, Мстивой потребовал в середине 1270 года от Асканиев выполнения их союзнических обязательств. В качестве компенсации он обещал им город и замок Гданьск. Весной 1271 года Гданьск был взят бранденбургским войском под руководством Конрада I от имени Мстивоя. После напряженной борьбы Вартислав и Самбор лишились власти и бежали за помощью в Куявию и владения Тевтонского ордена. В 1271 году беглый князь Вартислав неожиданно скончался в куявском Вышогруде. Тем самым Мстивой становился единственным законным наследником Святополка. Теперь бранденбургский маркграф, сидящий в Гданьске, превратился из гаранта власти Мстивоя в досадную помеху. Осада Гданьска не увенчалась успехом, поскольку Конрад получил поддержку местных немецкоязычных бюргеров. Тогда Мстивой призвал на подмогу своего союзника и кузена — Болеслава Благочестивого, князя Великой Польши. С его помощью он захватил штурмом в январе 1272 года город Гданьск, взял замок и изгнал оттуда бранденбуржцев. Мстивой заключил мир с городом, по которому тот обязался срыть укрепления. Горожане, вставшие на сторону Конрада, были наказаны — одни смертью, другие — конфискацией имущества. С Бранденбургом в 1273 году был подписан мирный договор, по которому тот отказывался от Гданьска, а Мстивой приносил новую ленную присягу за захваченные Померанией земли Славно, Дарлово и Столп. Ленная присяга предусматривала военную службу против всех врагов, кроме Болеслава Благочестивого, в союзе с которым Мстивой даже прямо выступил против Бранденбурга в 1278 году.
После смерти великопольского князя Болеслава Благочестивого в 1279 году Мстивой сохранил тесный союз с Пшемыслом II. 15 февраля 1282 года в Кепно поморский князь Мстивой объявил Пшемысла своим наследником после смерти и полномочным представителем при жизни. В последующем Мстивой старался всячески укрепить положение Пшемысла в Помереллии.
Это было вызвано тем, что к тому моменту скончались его дяди Самбор и Ратибор, завещавшие свои уделы Тевтонскому Ордену. Спор между Мстивоем и Орденом должен был быть решен папским легатом Филиппом Фермским. Судебный процесс проходил в Миличе и там как раз 18 мая 1282 года Мстивой и заключил с Орденом соглашение, по которому уступал тевтонцам гневскую землю, отписанную Самбором Ордену в 1276 году. Также Мстивой отказывался от своих претензий на Бялогард в пользу князя Померании Богуслава IV. Поэтому, по сути, в Кемпно состоялось фактическое подчинение Помереллии Великой Польше, дополненное передачей земель, за которые Мстивой приносил вассальную присягу Бранденбургу, третьему лицу.
В конечном итоге Мстивою удалось обеспечить прочный мир на протяжении последних двенадцати лет своего правления. По смерти же, столь туго закрученный им узел противоречий удалось окончательно разрубить только в 1945 году.
25 декабря 1294 года последний князь (герцог) независимой Помереллии из рода Собеславичей скончался в Гданьске и был погребен в Оливском монастыре. Восточное Поморье (Помереллия) перешла в руки князя Великой Польши Пржемысла II, и так началась долгая история борьбы немцев и поляков вокруг этого стратегически и экономически важного клочка земли, в итоге одержали победу после долгих многочисленных вооружённых конфликтов представители рода Габсбургов в лице Рудольфа I, который стал в итоге королём Польским, со всеми землями, ныне принадлежащими Польской короне рода Пястов.

## Браки и дети
Мстивой был женат трижды. Первым браком, с 1253/1255 года он женился на Ютте Веттин, дочери графа Брена Дитриха I и Евдоксии Мазовецкой из династии Пястов. Первичных документов, подтверждающих её происхождение и замужество, не имеется. Ютта умерла в 1269/1273 году. От первого брака у Мстивоя было две дочери:
- Катарина (до 1255 — после 1312), ставшая женой с ок. 1269 года князя Прибыслава II Мекленбургского (ум. после 1316);
- Евфимия (ок. 1260—1317), жена с ок. 1273 года графа Адольфа V Гольштейнского (ум. 1308).

Вторично Мстивой женился в 1275 году на Евфросинии Опольской (1228/1230-1292), вдове князя Казимира Куявского, дочери князя Казимира Опольского. Брак был расторгнут в 1288 году. Второй брак был бездетным.
Третий брак 26 августа 1288 года был заключен с Сулиславой (Сулкой), происхождение которой неизвестно. После смерти мужа ушла в монастырь премонстранток в Слупске. Детей в браке не имелось.